# Пам'ятник Олександру III (Іркутськ)
Па́м'ятник Олекса́ндру III в Ірку́тську — пам'ятник, встановлений російському імператорові Олександру III в 1908 році за підсумками всеросійського конкурсу, оголошеного в 1902 році.

## Історія
На честь завершення робіт з будівництва Транссибірської залізниці, в подяку за прийняте ним рішення про її будівництво, було прийнято рішення про зведення пам'ятника царю Олександру III. У зв'язку з цим у 1902 році був оголошений всеросійський конкурс. Незабаром схвалення отримав проект Роберта Романовича Баха, який був визнаний найкращим, за що Бах був нагороджений. Про результати конкурсу писали:
| Ліві лапки | 2 березня 1902 в Петербурзі, у Кушелевській галереї Академії мистецтв Великі князі та княгині оглядали виставлені моделі проектованого до установки в Іркутську пам'ятника Олександру III. На огляді були присутні міністр внутрішніх справ Д. С. Сіпягін, іркутський генерал-губернатор А. І. Пантелєєв, голова конкурсної комісії граф П. Ю. Сюзора. Премія 1-го ступеня була присуджена Р. Р. Баху, зі схвалення Государя Імператора Миколи II, який вніс до проекту деякі зміни. | Праві лапки |

До початку 1903 року фонд, створений в Іркутську по збору коштів на спорудження пам'ятника російському імператору, зібрав близько ста п'ятдесяти тисяч рублів. Влітку того ж року почалася урочиста церемонія закладки фундаменту.
| Ліві лапки | 22 червня були вишикувані війська місцевого гарнізону та учні міста, в 12:00 прибув хресний хід з Михайло-Архангельської церкви. Потім Високопреосвященний Тихон здійснив урочисту літургію. Після цього колишній генерал-губернатор Східного Сибіру, член Державної ради А. І. Пантелєєв, виконувач обов'язків генерал-губернатора В. Н. Булатов і міський голова Б. П. Шостакович пішли до місця закладки. Розпочався урочистий молебень. Була закладена срібна дошка з відповідним написом. Після триразового виконання національного гімну, покритого криками «Ура!», Війська пройшли церемоніальним маршем. | Праві лапки |

У 1908 році пам'ятник був урочисто відкритий. У відкритті брав участь Андрій Миколайович Селіванов, генерал-губернатор Східного Сибіру.
У 1920 році на першотравневі свята, за Декретом про пам'ятники республіки, бронзову статую царя і бронзові написи на полірованому граніті «Імператору Олександру III» і «Вдячна Сибір» прибрали, а самі частини статуї деякий час перебували на території географічного музею. Подальша їх доля невідома. За основною версією, її відправили в переплавку, після чого в 1940-і роки був відлитий пам'ятник Леніну, який і нині височіє в районі управління Іркутської ГЕС. У 1963 році на п'єдесталі колишнього пам'ятника був встановлений пам'ятник «Першопрохідцям Сибіру» за проектом іркутського архітектора Віктора Петровича Шматкова.
Після розпаду СРСР зруйновані пам'ятники почали з часом відновлювати. Рішення про відновлення пам'ятника було прийнято Східно-Сибірською залізницею і схвалено іркутським міськвиконкомом. За проектом скульптора Російської академії мистецтв Чаркіна Альберта Серафимовича була відновлена і відлита бронзова статуя, яка досягає п'яти метрів у висоту. Відновлення проведено на кошти Східно-Сибірської залізниці. Виготовили її на Санкт-Петербурзькому комбінаті «Монумент-Скульптура». Восени 2003 року в столітній ювілей Транссибірської залізниці статуя була встановлена на постамент і пам'ятник був урочисто відкритий..